# Климент XIII
Климент XIII (на латински: Clemens PP. XIII) или Карло делла Торе Рецонико е католически папа от 6 юли 1758 до 2 февруари 1769 г.
Карло Рецонико е роден във Венеция. Учи в Болоня и работи в римската курия. Климент XII го произвежда в кардинал. Бенедикт XIV го назначава за епископ на Падуа.
Климент XIII започва бобра с йезуитите, чието влияние върху кралските дворове предизвиква големи опасения както сред средите на местното духовенство, така и сред главните политически съветници на много европейски монарси. Позицията на Климент XIII обаче била неуверена. Той не се решавал да разпусне ордена, както се очаквало от него, а с помощта на договори се опитвал да отсрочи това решение. През 1764 г. папа Климент XIII осъжда труд на епископ Йоган Николай Гонтгейм, който използва псевдонима Юстин Феброний, в който се съдържа критика към римския папа.